# Hluboké
Hluboké település Csehországban, a Třebíči járásban. Hluboké Velká Bíteš, Újezd u Rosic, Krokočín, Náměšť nad Oslavou, Kralice nad Oslavou és Jinošov településekkel határos. Lakosainak száma 213 fő (2024. január 1.).

## Népesség
A település lakosságának változását az alábbi diagram mutatja:
| Lakosok száma | 323  | 332  | 367  | 288  | 268  | 223  | 208  | 205  | 208  | 213  |
|               | 1869 | 1890 | 1921 | 1950 | 1980 | 2001 | 2017 | 2019 | 2022 | 2024 |